# 이케다정 (홋카이도)
이케다정(일본어: 池田町)은 일본 홋카이도 도카치 종합진흥국 관내의 나카가와군에 있는 정이다. 정영으로 포도 재배와 와인 양조를 실시하고 있어 ‘와인의 정’으로 알려져 있다.
정명의 유래는 정내에 있는 이케다 농장 내 이케다 정거장에서 왔다.

## 지리
도카치 종합진흥국 관내 동부에 위치한다. 도카치 평야의 동쪽에 해당해 평탄한 토지가 많고 눈에 띄는 산은 없다. 남서쪽 마쿠베쓰정과의 경계에서 도카치강이 흐르고 그 지류인 도시베쓰강이 정역 중앙을 남북으로 관류한다. 도카치강의 물길이 바뀔 때까지는 이케다정의 중심 시가지 부근에서 도시베쓰강과 합류하여 메이지 시대에는 하항으로 번창했다.

### 인접한 자치체
- 도카치 종합진흥국
  - 나카가와군 마쿠베쓰정, 도요코로정, 혼베쓰정
  - 가토군 오토후케정, 시호로정
  - 도카치군 우라호로정

## 역사
- 1906년 4월 1일 - 시호사무촌, 조타촌, 도후쓰촌, 사마마이촌, 지카우시촌, 노부토리촌, 게나시하촌, 오리베촌이 합병해 시호사무촌(凋寒村)이 되었다.
- 1913년 4월 1일 - 가와아이촌(川合村)으로 개칭했다.
- 1926년 7월 1일 - 정으로 승격해 이케다정으로 개칭했다.
- 1933년 6월 1일 - 오아자(大字) 오리베 마을의 일부(시모오리베 지구)를 시호 마을에 편입했다.

## 경제
밭농사는 강낭콩이나 팥 등의 콩류, 사탕무, 감자가 중심이다. 축산업은 육우가 주요하지만 낙농업도 행해진다. 또 포도의 내한성 품종 재배도 행해지고 정영 공장에서 와인도 제조되어 도카치 와인이라는 이름으로 알려져 있다. 소규모의 논도 있다.

## 교통

### 철도
- 홋카이도 여객철도 네무로 본선

### 도로
- 도토 자동차도
- 국도 242호선